# Hostalric (kommunhuvudort)
Hostalric är en kommunhuvudort i Spanien.   Den ligger i provinsen Província de Girona och regionen Katalonien, i den östra delen av landet, 500 km öster om huvudstaden Madrid. Hostalric ligger 67 meter över havet och antalet invånare är 3 442.
Terrängen runt Hostalric är kuperad västerut, men österut är den platt. Runt Hostalric är det ganska tätbefolkat, med 166 invånare per kvadratkilometer. Närmaste större samhälle är Tordera, 9,1 km sydost om Hostalric. I omgivningarna runt Hostalric växer i huvudsak blandskog.